# Швабенхајм ан дер Зелц
Швабенхајм ан дер Зелц (њем. Schwabenheim an der Selz) општина је у њемачкој савезној држави Рајна-Палатинат. Једно је од 66 општинских средишта округа Мајнц-Бинген. Према процјени из 2010. у општини је живјело 2.505 становника. Посједује регионалну шифру (AGS) 7339051.

## Географски и демографски подаци
Швабенхајм ан дер Зелц се налази у савезној држави Рајна-Палатинат у округу Мајнц-Бинген. Општина се налази на надморској висини од 140 метара. Површина општине износи 9,5 km². У самом мјесту је, према процјени из 2010. године, живјело 2.505 становника. Просјечна густина становништва износи 264 становника/km².

## Међународна сарадња
| Мјесто        | Држава    | Врста сарадње | Од    |
| ------------- | --------- | ------------- | ----- |
|               | Француска | партнерство   | 1978. |
|               | Француска | партнерство   | 1978. |
|               | Француска | партнерство   | 1978. |
| Бурсо         | Француска | партнерство   | 1978. |
|               | Француска | партнерство   | 1987. |
|               | Француска | партнерство   | 1982. |
| Волфсег       | Аустрија  | контакт       | 1984. |
| Ентер         | Холандија | контакт       | 1987. |
|               | Француска | партнерство   | 1972. |
| Шамбол Мизињи | Француска | партнерство   | 1966. |
|               | Француска | партнерство   | 1984. |
| Извор         |           |               |       |